# Uszorki
Uszorki (Geogalinae) – podrodzina ssaków z rodziny tenrekowatych (Tenrecidae).

## Występowanie
Podrodzina obejmuje jeden żyjący współcześnie gatunek występujący endemicznie na Madagaskarze.

## Podział systematyczny
Do podrodziny należy jeden występujący współcześnie rodzaj:
- Geogale Milne-Edwards & A. Grandidier, 1872 – uszorek – jedynym przedstawicielem jest Geogale aurita Milne-Edwards & A. Grandidier, 1872 – uszorek wielkouchy

Opisano również rodzaj wymarły:
- Parageogale Butler, 1984